# Binas
Binas település Franciaországban, Loir-et-Cher megyében. Lakosainak száma 658 fő (2022. január 1.). Binas Autainville, Beauce-la-Romaine és Saint-Laurent-des-Bois községekkel határos.

## Népesség
A település népességének változása:
| Lakosok száma | 813  | 689  | 601  | 689  | 717  | 727  | 686  | 659  | 653  | 658  |
|               | 1968 | 1982 | 1990 | 2006 | 2013 | 2015 | 2017 | 2019 | 2020 | 2022 |